# Salon d'Automne

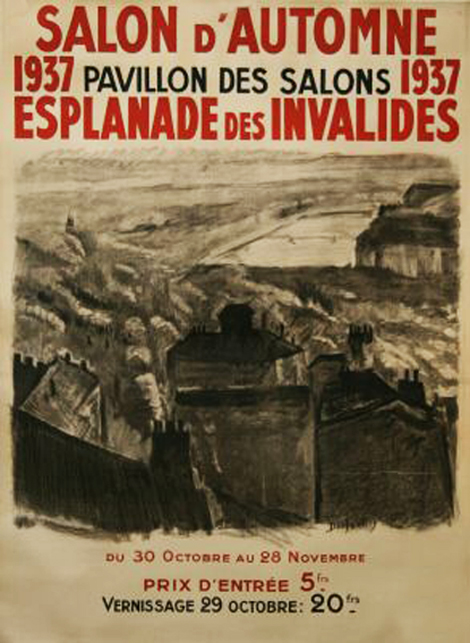
poster uit 1937: "vue de Lyon" van Georges Dufrénoy

De Salon d'Automne is een kunsttentoonstelling van schilder- en beeldhouwkunst in Parijs in Frankrijk.
In 1903 werd de eerste georganiseerd door Georges Rouault, André Derain, Henri Matisse en Albert Marquet als een reactie op het conservatieve beleid van de officiële Parijse salon. De tentoonstelling werd vrijwel onmiddellijk het paradepaardje van de ontwikkelingen en innovaties in de 20e-eeuwse schilderkunst en beeldhouwkunst.
De Salon d’Automne werd gedomineerd door kunstschilders. Jacques Villon was een van de kunstenaars die hielp organiseren van de eerste salon. De Puteaux-groep erkende met voorstellingen op de Salon des Indépendants. De dichter-schilder-criticus Tristan Klingsor was een vroege exposant.
Tijdens de eerste jaren van de Salon gaven kunstenaars zoals Pierre-Auguste Renoir en Auguste Rodin acte de présence.
Sinds de oprichting hebben belangrijke kunstschilders zoals Paul Cezanne, Henri Matisse, Paul Gauguin en Pablo Picasso hieraan meegedaan.
Na de Eerste Wereldoorlog werd de Salon d'Automne gedomineerd door de werken van schilders als Marc Chagall, Amedeo Modigliani, Georges Braque, Georges Gimel en de Poolse expressionistische kunstschilder Henryk Gotlib.
Beeldhouwwerk was er van Constantin Brancusi, Aristide Maillol, Charles Despiau, René Iché en Ossip Zadkine.
Naast schilder- en beeldhouwkunst waren er op de Salon creaties van decoratieve kunsten, zoals de glasfabriek van Rene Lalique en architectonische ontwerpen van Le Corbusier.
Gedurende de laatste decennia van de 20e eeuw werd de Salon d'Automne voornamelijk geïllustreerd door kunstschilders Edouard McAvoy, Jean Monneret, en Maurice Boitel.

## Salon d’Automne
| - 1903 Paul Cézanne - 1903 Henri Matisse - 1904 Othon Friesz - 1904 Robert Delaunay - 1905 Aristide Maillol - 1905 Kees van Dongen - 1905 Raymond Duchamp-Villon - 1905 Louis Marcoussis - 1905 Tavík František Šimon - 1906 Georges Dufrénoy - 1907 Amedeo Modigliani - 1907 Auguste Herbin - 1908 André Dunoyer Segonzac - 1908 Marie Vassilieff - 1908 Felix Albrecht Harta - 1908 Moissey Kogan - 1909 Marcel Duchamp - 1909 Hanns Bolz - 1910 Amédée Ozenfant - 1910 Alexander Archipenko - 1911 Jeanne Rij-Rousseau - 1911 Jean Metzinger - 1911 Giorgio de Chirico - 1912 Wadim Meller - 1912 Ignaz Beth | - 1912 František Kupka - 1916 Nina Hamnett - 1922 Jules-Émile Leleu - 1922 Paul Welsch - 1923 Hermine David - 1923 André Lanskoy - 1924 Tsuguharu Foujita - 1925 Jan und Joël Martel - 1925 Josef Floch - 1927 Georges Gimel - 1927 Eduard Wiiralt - 1929 Charlotte Perriand - 1932 André Marchand - 1932–1938 Moïse Bercovici Erco - 1933 Eric Isenburger - 1938 Jean Le Moal - 1940 Lucien Adrion - 1942 Alfred Manessier - 1943 Lajos Barta - 1952 Shungo Sekiguchi - 1981 Jean Piaubert - 1981 Hans-Günther Baass - 2002 Dalva Duarte - 2005 Thomas Cavelius |